# Thiruvaiyaru
Thiruvaiyaru är en ort i Indien.   Den ligger i distriktet Thanjavur och delstaten Tamil Nadu, i den södra delen av landet, 2 000 km söder om huvudstaden New Delhi. Thiruvaiyaru ligger 42 meter över havet och antalet invånare är 14 451.
Terrängen runt Thiruvaiyaru är mycket platt. Runt Thiruvaiyaru är det tätbefolkat, med 709 invånare per kvadratkilometer. Närmaste större samhälle är Thanjavur, 11,6 km söder om Thiruvaiyaru. Trakten runt Thiruvaiyaru består till största delen av jordbruksmark.